# Hôtel de Cormis
L'hôtel de Cormis est un hôtel particulier situé au 15 rue des Epineaux à Aix-en-Provence.

## Construction et historique
La maison date manifestement de la première moitié du XVIe siècle, l'hôtel fut acheté en 1534 par Pierre de Cormis, aïeul de François de Cormis, avocat et jurisconsulte célèbre, qui y naquit en 1639.

## Architecture
La porte d'entrée date du XVIIe siècle; elle est tripartite, en noyer à fortes moulurations, on y observe également des chutes de guirlandes de laurier sculptées et un mascaron expressif en haut-relief.
Les vantaux et l'imposte de la porte d'entrée bénéficient d'une protection à titre de monuments historiques, depuis 1929.

## Informations complémentaires
L'hôtel est à présent privé (divisé en appartements) et n'est pas visitable librement. 
La même rue des Epineaux comporte deux autres hôtels particuliers remarquables: l'Hôtel Bonnet et l'hôtel de François de Michel, datant respectivement de la première moitié du XVIIe siècle et du milieu du XVIIe siècle.

## En savoir plus